# Cartuno
Cartuno è una raccolta di sigle di cartoni animati e programmi per bambini in onda sulle reti Mediaset in versione remix e karaoke pubblicata nel 2001.

## Il disco
Cartuno è il primo di quattro volumi caratterizzato dalla presenza di sigle pubblicate in versione dance remix. Il disco uscì parallelamente all'album principale di Cristina D'Avena, Fivelandia 19.
L'album è caratterizzato da una copertina colorata con una sfumatura rosso-arancione, sulla quale sono presenti, oltre al titolo, il logo di Italia 1 al centro, vari personaggi tratti da Pokémon, Dragon Ball Z e Dragon Ball GT, Lupin III e Gundam Wing. Inoltre agli angoli della copertina sono presenti tre nuvolette, che pubblicizzano alcuni titoli presenti all'interno:
- L'unica con tutte le quattro sigle dei Pokémon
- Contiene la trilogia di Dragon Ball
- Include I Cavalieri dello zodiaco e What a Mess Slump e Arale

La grafica del disco è la stessa della copertina fatta eccezione per le nuvolette. Nel booklet presente all'interno vi è la tracklist e i testi delle sigle in versione karaoke mentre il retro presenta nuovamente tracklist e i personaggi presenti sulla copertina

## Tracce
Testi di Alessandra Valeri Manera, musiche di Max Longhi, Giorgio Vanni tranne in Lupin, l'incorregibile Lupin; edizioni musicali RTI S.p.A..
1. Dragon Ball GT (Remix) – 3:05
2. I cavalieri dello zodiaco (Remix) – 3:07
3. Gundam Wing (Remix) – 2:35
4. Always Pokémon (Remix) – 2:47
5. L'incredibile Hulk (Remix) – 2:49
6. Diabolik (Remix) – 2:31
7. Lupin, l'incorreggibile Lupin (Remix) – 3:04 (musica: Carmelo Carucci)
8. All'arrembaggio! (Remix) – 2:56
9. Pokémon: oltre i cieli dell'avventura (Remix) – 3:30
10. Dragon Ball (Remix) – 2:58
11. Pokémon: the Johto League Champions (Remix) – 3:00
12. Mega Babies (Remix) – 2:18
13. Maledetti scarafaggi (Remix) – 2:16
14. Pokémon (Remix) – 3:32
15. What's my Destiny Dragon Ball (Remix) – 2:58
16. Evviva Bim Bum Bam (Remix) – 3:26
17. What a mess Slump e Arale (Remix) – 2:38
18. I cavalieri dello zodiaco (base musicale con coro) – 3:28
19. Dragon Ball GT (base musicale con coro) – 2:57
20. Gundam Wing (base musicale con coro) – 3:08
21. Pokémon (base musicale con coro) – 3:05

## Interpreti
- Giorgio Vanni – tutte[1]
- Cristina D'Avena – All'arrembaggio!
- Giorgio Vanni e Cristina D'Avena – Pokemon: The Johto League Champions, Always Pokémon
- Cristina D'Avena e Giorgio Vanni – What a Mess Slump e Arale
- Enzo Draghi – Lupin, l'incorreggibile Lupin
- Ambrogio (Daniele Demma) – Evviva Bim Bum Bam

## Produzione opera
- Max Longhi – supervisione alla produzione per Banzai Music Production
- Giorgio Vanni – supervisione alla produzione per Banzai Music Production
- Stefano Coletti – grafica copertina
- Morris Capaldi e Michele Brustia – Remix all'Act Studio S. Damiano (Milano)
- Godzilla per Pinni – remix de L'incredibile Hulk
- Alberto Cutolo – masterizzato al Massive Arts Studios, Milano

## Posizione in classifica
L'album, ha debuttato alla posizione numero 38 della classifica settimanale di TV Sorrisi e Canzoni e ha raggiunto la posizione numero 28, come massima posizione.
| Posizione | 38 | 33 | 30 | 28 |